# Arne Rustadstuen
Arne Rustadstuen (n. 14 decembrie 1905, Comuna Lillehammer, Oppland, Norvegia – d. 25 aprilie 1978, Comuna Lillehammer, Oppland, Norvegia) a fost un schior de fond ce a reprezentat Norvegia, medaliat olimpic. A participat la 2 ediții ale Jocurilor Olimpice (1932, 1936) în care a câștigat o medalie de bronz.